# Toui à queue pourprée
Touit purpuratus
Espèce
Synonymes
- Touit purpurata

Statut de conservation UICN

 LC  : Préoccupation mineure
Statut CITES
Le Toui à queue pourprée (Touit purpuratus) est une espèce d'oiseaux appartenant à la famille des Psittacidae.
Cet oiseau peuple l'Amazonie et le plateau des Guyanes.